# Богодуховский округ
Богоду́ховский о́круг (укр. Богодухівська округа) — единица административного деления Харьковской губернии Украинской ССР, существовавшая с 7 марта по 25 сентября 1923 года.

## История
7 марта 1923 года правительством УССР постановлением Президиума Всеукраинского Центрального Исполнительного Комитета № 315 от 7 марта 1923 г. была принята новая система административного деления территории Украинской Советской Социалистической республики.
Уезды и волости были заменены округами и районами.
В Харьковской губернии вместо десяти уездов было создано пять округов, а вместо 227 волостей — 77 небольших районов.
В 1923 году в Харьковской губернии Украинской ССР вместо ликвидированных Ахтырского и Богодуховского уездов был образован Богодуховский округ, который остался в составе Харьковской губернии.
В этом же году, 25 сентября, Богодуховский округ был реорганизован в Ахтырский, так как Ахтырка была более крупным городом — с переносом окружного центра в Ахтырку.
Ахтырский округ, в свою очередь, был упразднён 3 июня 1925 года, а его территория, в основном, была передана в Харьковский округ.

## Исполнительный комитет Богодуховского — Ахтырского окружного Совета
Председатель окрисполкома:
- 1923—1925 — Закондырин И. Г. (член партии (РСДРП) с 1918; годы жизни — ?)

## Богодуховский — Ахтырский окружной отдел ГПУ
Начальник окротдела ГПУ:
- 1923—1924 — Тимофеев, Михаил Михайлович (1917; 1896—1977).

## Окружная прокуратура
Прокурор:
- 1923 — Чёткин В. Н.